# Sinha
Sinha, właśc. Antônio Naelson Matias (ur. 23 maja 1976 w Itajá) – meksykański piłkarz pochodzenia brazylijskiego.
Sinha rozpoczynał swoją karierę w Brazylii, w 1995 w zespole América Minas Gerais. Później występował w América–SP oraz dwóch klubach meksykańskich, w pierwszej lidze, w latach 1998–1999 w C.F. Monterrey, zaś od 1999 roku w Deportivo Toluca. Z Tolucą wywalczył pięć tytułów mistrza kraju. W sezonie 2003/2004 zainteresowana jego kupnem była Wisła Kraków.
W reprezentacji Meksyku zadebiutował w 2004 roku po uzyskaniu obywatelstwa, w meczu z Trynidadem i Tobago. Do tej pory rozegrał w niej 49 meczów i zdobył 6 bramek. Wystąpił m.in. na turnieju Olimpiady w Atenach w 2004 roku, w którym reprezentacja Meksyku zajęła trzecie miejsce w grupie oraz na Pucharze Konfederacji 2005 w Niemczech, w którym zajął z drużyną czwarte miejsce, zdobywając widowiskowego gola w meczu z Japonią. W 2006 zadebiutował na Mistrzostwach Świata, zdobywając jako rezerwowy bramkę w meczu grupowym z Iranem (na 3:1).